# Pseudotaxus chienii
Pseudotaxus chienii – gatunek krzewu z monotypowego rodzaju Pseudotaxus z rodziny cisowatych (Taxaceae). Rośnie w wieczniezielonych lasach liściastych do wysokości 1000 m n.p.m. w chińskich prowincjach Guangdong, Kuangsi, Hunan, Jiangxi i Zhejiang.

## Morfologia
PokrójKrzew osiągający do 4 m wysokości. Kora na pniu jest szaro-brązowa i schodzi pasami. Rozgałęzienia na głównych pniach są okółkowe, na końcach pędów gałązki wyrastają pojedynczo lub niemal naprzeciwlegle.
LiścieSkrętoległe, ale ułożone są najpierw V-kształtnie, a na starszych roślinach dwurzędowo. Mają kształt równowąsko lancetowaty, osadzone są na krótkim ogonku (do 1 mm długości). Mają od 1,2 do 2,5 cm długości i ok. 3 mm szerokości. Początkowo jasnozielone, z czasem stają się ciemnozielone, od spodu z dwoma białawymi lub sinymi paskami aparatów szparkowych. Na szczycie są tępe, ale z osadzonym ostrzem.
Organy generatywneZebrane w rozdzielnopłciowe strobile. Męskie osiągają 3 mm długości. Strobile żeńskie są zredukowane do pojedynczej zalążni stojącej na krótkiej osi okrytej łuskami. Po zapłodnieniu powstaje pojedyncze, bezskrzydełkowe nasiono o długości ok. 5 mm i szerokości ok. 4 mm, otoczone dzwonkowatą, mięsistą, białą osnówką.